# Liste der Biografien/Loc
Liste der Biografien |
Portal Biografien |
Personensuche
# |
A |
B |
C |
D |
E |
F |
G |
H |
I |
J |
K |
L |
M |
N |
O |
P |
Q |
R |
S |
T |
U |
V |
W |
X |
Y |
Z |
?
 
La |
Lb |
Lc |
Le |
Lg |
Lh |
Li |
Lj |
Ll |
Lm |
Lo |
Lp |
Lt |
Lu |
Lv |
Lw |
Lx |
Ly |
Lz
 
Loa |
Lob |
Loc |
Lod |
Loe |
Lof |
Log |
Loh |
Loi |
Loj |
Lok |
Lol |
Lom |
Lon |
Loo |
Lop |
Loq |
Lor |
Los |
Lot |
Lou |
Lov |
Low |
Loy |
Loz
Die Liste der Biografien führt alle Personen auf, die in der deutschsprachigen Wikipedia einen Artikel haben. Dieses ist eine Teilliste mit 429 Einträgen von Personen, deren Namen mit den Buchstaben „Loc“ beginnt.

## Loc

### Loca
- Loca, Chameen (* 1990), deutsche Sängerin, Model und Schauspielerin
- Locadia, Jürgen (* 1993), niederländischer Fußballspieler
- Locane, Amy (* 1971), US-amerikanische Schauspielerin
- Locane, Dusty (* 1999), US-amerikanischer Rapper
- Locard, Arnould (1841–1904), französischer Malakologe, Geologe, Ingenieur und Wissenschaftshistoriker
- Locard, Edmond (1877–1966), französischer Forensiker
- Locard, Henri (* 1939), französischer Historiker
- Locarek-Junge, Hermann (* 1957), deutscher Ökonom
- Locarni, Simone (* 1999), italienischer Konzert- und Jazzpianist
- LoCascio, Robert (* 1968), US-amerikanischer Journalist und Geschäftsmann
- Locatelli, Achille (1856–1935), italienischer Kardinal der römisch-katholischen Kirche
- Locatelli, Aldo (1915–1962), italienisch-brasilianischer Maler
- Locatelli, Andrea (1695–1741), italienischer Maler
- Locatelli, Cécile (* 1970), französische Fußballspielerin und -trainerin
- Locatelli, Dominique (* 1961), französischer Skilangläufer
- Locatelli, Elígio (* 1937), italienischer Salesianer
- Locatelli, Elio (1943–2019), italienischer Eisschnellläufer
- Locatelli, Francesco (1920–1978), italienischer Radrennfahrer
- Locatelli, Francesco Maria (1727–1811), italienischer römisch-katholischer Geistlicher, Bischof von Spoleto und Kardinal
- Locatelli, Giancarlo (* 1961), italienischer Jazzmusiker (Klarinetten)
- Locatelli, Giovanni (1924–2004), römisch-katholischer Geistlicher, Bischof von Vigevano
- Locatelli, Manuel (* 1998), italienischer Fußballspieler
- Locatelli, Marc (* 1954), Schweizer Illustrator, Cartoonist, Grafiker und Schauspieler sowie ehemaliger Radrennfahrer und Radtrainer
- Locatelli, Paolo (* 1989), italienischer Bahn- und Straßenradrennfahrer
- Locatelli, Paul (1938–2010), US-amerikanischer Jesuit, Ökonom, Hochschullehrer und Universitätspräsident
- Locatelli, Pietro (1695–1764), italienischer Violinist und KomponistPietro Locatelli (1695–1764)

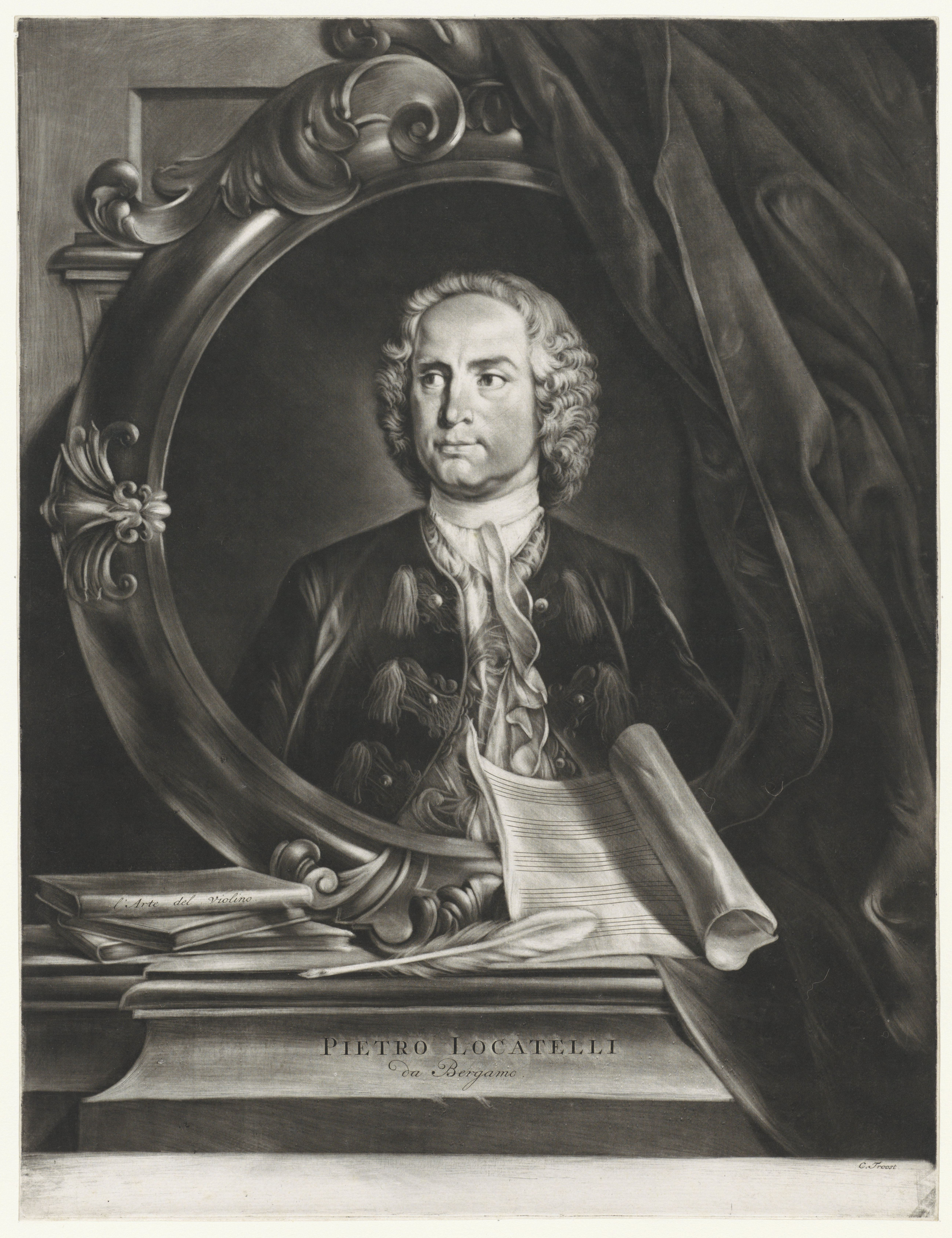
Pietro Locatelli (1695–1764)

- Locatelli, Roberto (* 1974), italienischer Motorradrennfahrer
- Locatelli, Stefano (* 1989), italienischer Straßenradrennfahrer
- Locatelli, Tomas (* 1976), italienischer Fußballspieler
- Locatelli, Ugo (1916–1993), italienischer Fußballspieler
- Locati, Dany (* 1977), italienische Skeletonpilotin
- Locati, Luigi (1928–2005), italienischer Bischof und Missionar

### Locc
- Loccelius, Elias (1621–1704), brandenburgischer Chronist
- Loccenius, Johannes (1598–1677), deutscher Humanist und Jurist
- Locche, Nicolino (1939–2005), argentinischer Boxer
- Locci, Augustyn († 1660), italienisch-polnischer Architekt
- Locci, Augustyn Wincenty († 1732), polnischer Architekt
- Locci, Normanno (* 1944), italienischer Maler
- Locci, Roberto, italienischer Kameramann und Filmregisseur

### Loce
- Loceff, Michael (* 1952), US-amerikanischer Informatiker, Produzent und Drehbuchautor für Fernsehserien
- Locella, Aloys Emmerich von (1733–1800), österreichischer klassischer Philologe und Verwaltungsbeamter

### Loch
- Loch, Anne (1946–2014), deutsche Künstlerin
- Loch, Cheyenne (* 1994), deutsche Snowboarderin
- Loch, Eduard (1868–1945), deutscher Philologe und Studentenhistoriker in Königsberg (Preußen)
- Loch, Felix (* 1989), deutscher RennrodlerFelix Loch (* 1989)

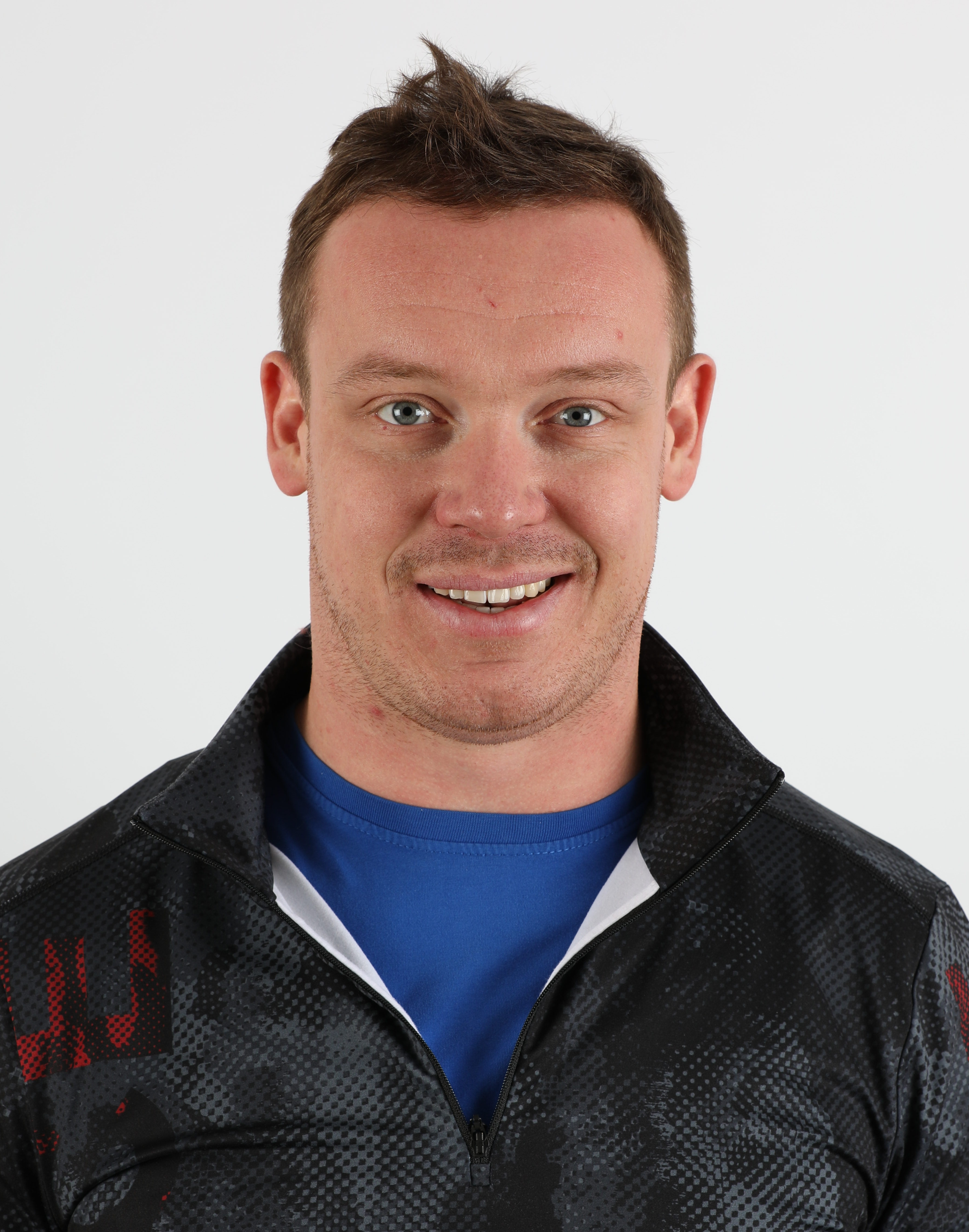
Felix Loch (* 1989)

- Loch, Franz Carl (1924–2002), deutscher HNO-Arzt und ärztlicher Standespolitiker
- Loch, Hans (1898–1960), Vorsitzender der LDPD und Finanzminister der DDR
- Loch, Hans (1924–2005), österreichischer Architekt
- Loch, Herbert (1886–1975), deutscher General der Artillerie im Zweiten Weltkrieg
- Loch, Johann Eduard (1840–1905), deutscher Altphilologe und Gymnasiallehrer
- Loch, Kenneth (1890–1961), britischer Generalleutnant
- Loch, Lisa (* 1985), deutsches ModelLisa Loch (* 1985)
- Loch, Mario (* 1969), deutscher Boxer

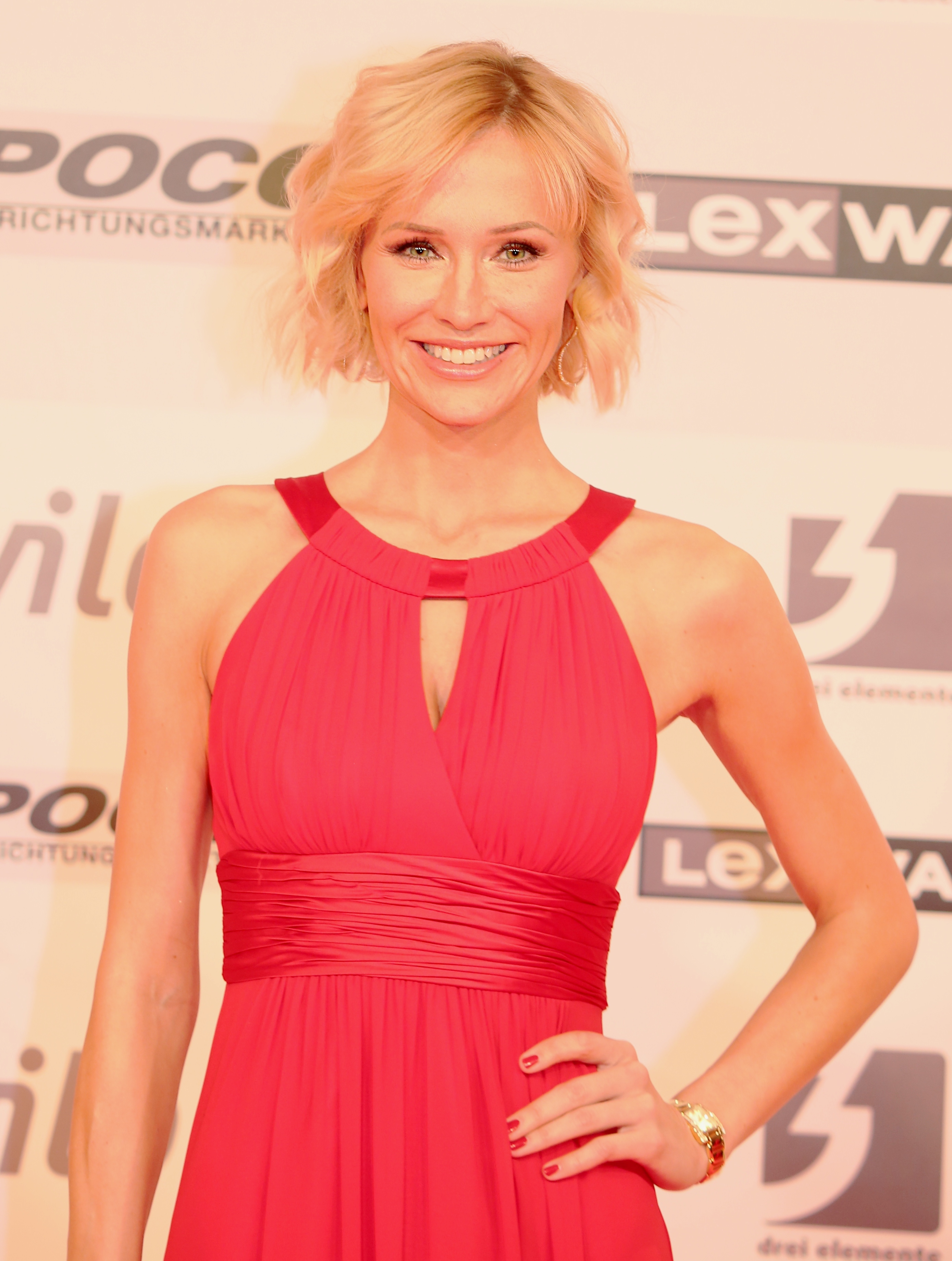
Lisa Loch (* 1985)

- Loch, Norbert (* 1962), deutscher Rennrodler und Rodeltrainer
- Loch, Rainer (* 1961), deutscher Basketballspieler und -trainer
- Loch, Samuel (* 1983), australischer Ruderer
- Loch, Siegfried (* 1940), deutscher Schallplattenproduzent
- Loch, Theo M. (1921–1987), deutscher Journalist
- Loch, Thorsten (* 1975), deutscher Offizier (Oberstleutnant) und Militärhistoriker
- Loch, Tillmann (* 1960), deutscher Urologe und ehemaliger Handballspieler
- Loch, Walter (1923–2013), deutscher Historiker und Journalist
- Loch, Walter Eberhard (1885–1979), deutscher Maler, Graphiker, Schriftsteller und Kunsthandwerker
- Loch, Werner (1928–2010), deutscher Pädagoge und Professor für Pädagogik
- Loch, Wilhelm (1892–1969), deutscher Politiker (NSDAP), MdR
- Loch, Wolfgang (1915–1995), deutscher Psychoanalytiker und Hochschullehrer
- Lochakoff, Ivan (1877–1942), russischer Filmarchitekt beim russischen, französischen und deutschen Film
- Lochar, Heinz (1929–1987), deutscher Monteur und Mitglied der Volkskammer der DDR
- Lochary, David (1944–1977), US-amerikanischer Schauspieler
- Lochau, Alexander August Eberhard von der (1726–1800), preußischer Generalmajor und Chef des 4. Artillerie-Regiments
- Lochau, Carl Ernst von der (1747–1817), sächsischer Geheimer Rat und preußischer Landrat
- Lochau, Hugo von der (1832–1909), preußischer Generalleutnant
- Lochau, Stefan (* 1960), deutscher Schauspieler und Theaterregisseur
- Lochbaum, Carol, US-amerikanische Informatikerin
- Lochbaum, Gunter (* 1944), deutscher Politiker (SPD), MdL
- Lochbihler, Barbara (* 1959), deutsche Politikerin (Bündnis 90/Die Grünen), MdEP
- Lochbihler, Franz Sales (1777–1854), deutscher Maler
- Lochbrunner, Gottfried (1848–1913), Schweizer Pianist, Komponist, Pädagoge und Autor
- Lochbrunner, Manfred (* 1945), deutscher Theologe und Dogmatiker
- Lochbühler, Wilfried (* 1960), katholischer Sozialethiker und Bibliotheksleiter
- Loche, Henri (* 1929), französischer Komponist
- Loche, Marcel (1886–1970), französischer Schauspieler
- Loche, Victor-Jean-François (1806–1863), französischer Naturforscher und Capitaine der französischen Armee
- Lochead, Bill (* 1954), kanadischer Eishockeyspieler und -trainer
- Lochead, William († 1815), schottischer Arzt, Kurator des Botanischen Gartens von St. Vincent und den Grenadinen
- Löchel, Dieter (* 1943), deutscher Brigadegeneral a. D.
- Löchel, Horst (* 1954), deutscher Ökonom und Hochschullehrer
- Löchel, Jan (* 1974), deutscher Musikproduzent, Songwriter, Sänger und KomponistJan Löchel (* 1974)

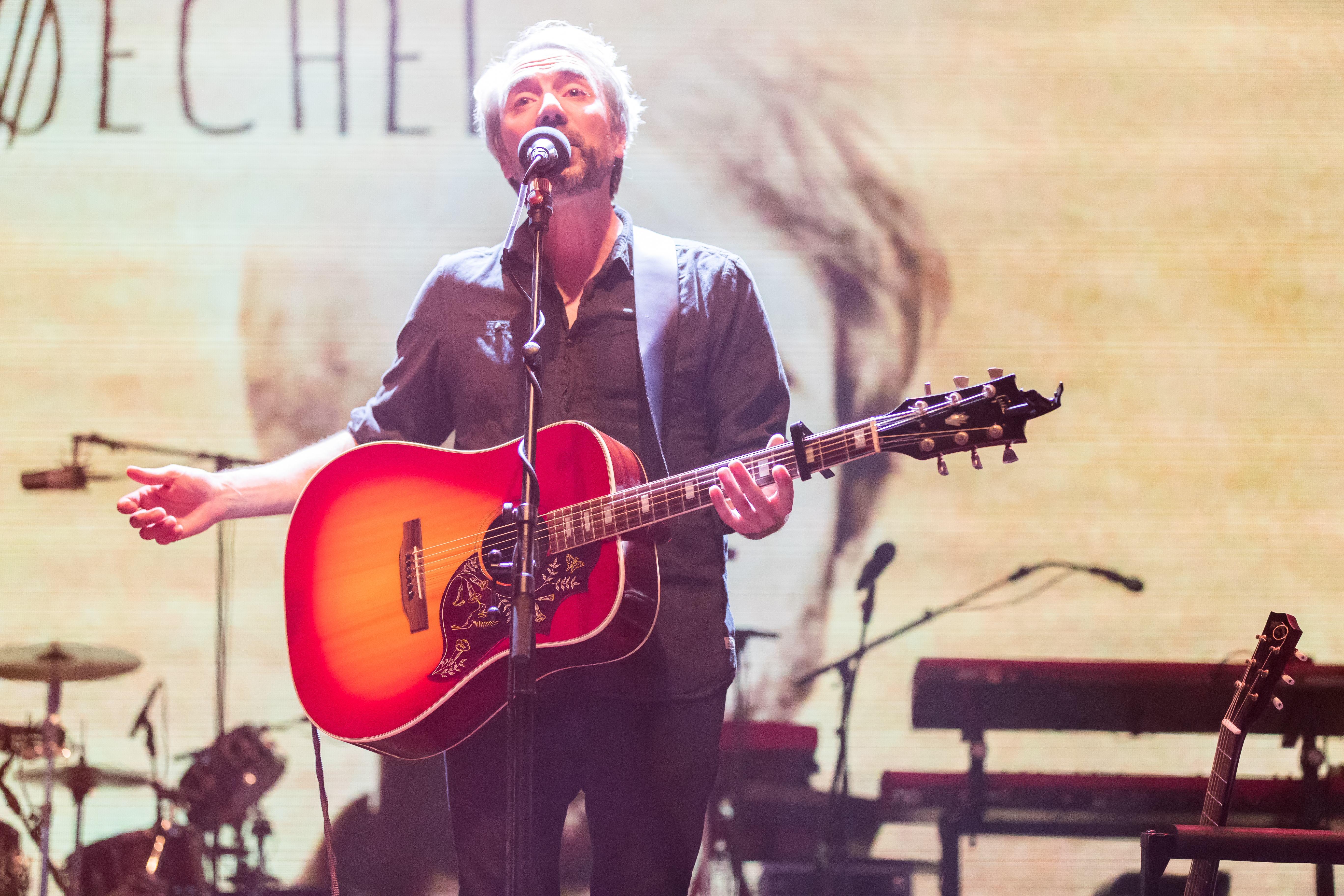
Jan Löchel (* 1974)

- Löchelt, Ernst (1937–2014), deutscher Kommunalpolitiker (SPD)
- Lochen Dharmaśrī (1654–1717), Geistlicher der Mindröl-Ling-Tradition, einer Unterschule der Nyingma-Schule des tibetischen Buddhismus; 2. Minling Khenchen Rinpoche; Astronom
- Løchen, Kalle (1865–1893), norwegischer Maler und Theaterschauspieler
- Locher Benguerel, Sandra (* 1975), Schweizer Politikerin (SP)
- Locher, Adolf (1906–1988), Schweizer Unternehmer
- Locher, Albert (1849–1914), Schweizer Politiker und Landwirt
- Locher, Albert (1856–1917), Schweizer Politiker und Landwirt
- Locher, Andreas (1857–1927), württembergischer Oberamtmann
- Locher, Barbara, Schweizer Sopranistin und Hochschullehrerin, Professorin für Sologesang
- Locher, Benjamin G. (1909–1987), deutscher reformierter Pfarrer und Theologe
- Locher, Bonifaz (1858–1916), Historienmaler; Maler; Porträtmaler; Freskant; Wandmaler
- Locher, Carl Ludvig Thilson (1851–1915), dänischer Marinemaler, Radierer und Grafiker
- Locher, Cyrus (1878–1929), US-amerikanischer Politiker
- Locher, Eduard (1840–1910), Schweizer Ingenieur, Erfinder und freier Unternehmer
- Locher, Eugen (1890–1946), deutscher Rechtswissenschaftler
- Locher, Felix (1882–1969), Schweizer Erfinder und Schauspieler
- Locher, Franz (* 1965), italienischer Politiker (Südtirol)
- Locher, Georg (1857–1951), deutscher Politiker
- Locher, Gordon L. (1904–1964), US-amerikanischer Physiker
- Locher, Gottfried (1735–1795), Schweizer Kleinmeister und Freskant
- Locher, Gottfried W. (* 1966), Schweizer evangelisch-reformierter Pfarrer und Theologe und Präsident des Schweizerischen Evangelischen KirchenbundsGottfried W. Locher (* 1966)

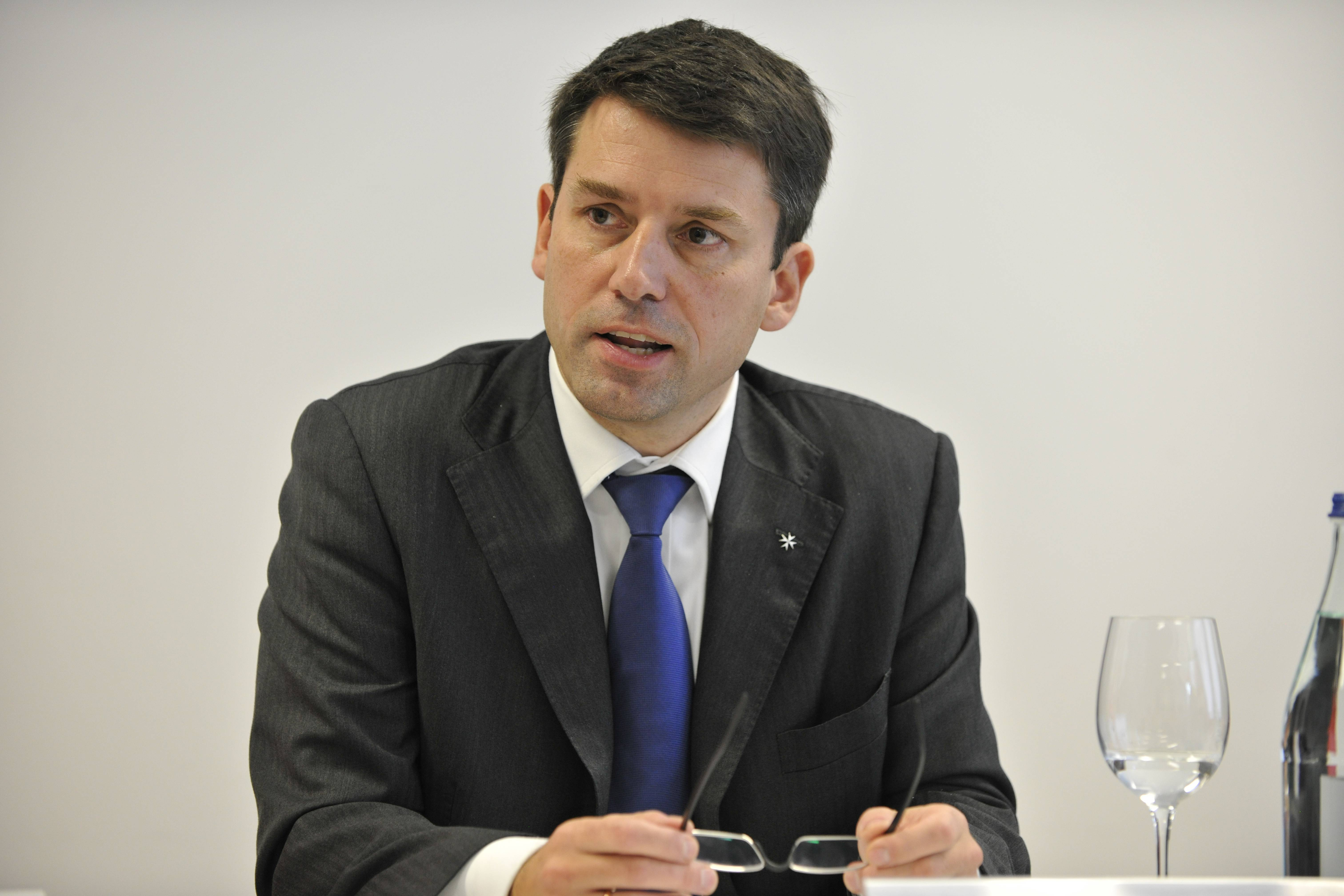
Gottfried W. Locher (* 1966)

- Locher, Gottfried Wilhelm (1911–1996), Schweizer reformierter Pfarrer und Theologe
- Locher, Hans (* 1920), Schweizer Ingenieur
- Locher, Horst (1925–2011), deutscher Jurist
- Locher, Hubert (1926–2014), deutscher Journalist und Historiker
- Locher, Hubert (* 1963), Schweizer Kunsthistoriker
- Locher, Jakob (1471–1528), humanistischer deutscher Dramatiker, Philologe und Übersetzer
- Locher, Joel (* 1982), schweizerisch-deutscher Jazzmusiker (Kontrabass)
- Locher, Johann Emanuel (* 1769), Schweizer Kunstmaler
- Locher, Johann Jakob (1841–1900), Schweizer Unternehmer
- Locher, Josef (1878–1964), deutscher Landwirt
- Locher, Klaus, deutscher Volkswirt
- Locher, Kurt (1917–1991), Schweizer Staatsbeamter
- Löcher, Kurt (1932–2018), deutscher Kunsthistoriker
- Locher, Luca (* 1999), Schweizer Unihockeyspieler
- Locher, Michael (* 1956), deutscher Fernsehmoderator
- Locher, Miriam (* 1982), Schweizer Politikerin (SP)
- Locher, Miriam A. (* 1972), Schweizer Anglistin
- Locher, Otto (1910–1985), Schweizer Politiker (BGB) und Schriftsteller
- Locher, Peter (* 1944), Schweizer Rechtswissenschaftler
- Locher, Sebastian (1825–1889), deutscher Lehrer und Heimatforscher
- Locher, Stefan (* 1968), deutscher Ruderer
- Locher, Steve (* 1967), Schweizer Skirennläufer
- Locher, Theo (1921–2010), Schweizer Parapsychologe
- Locher, Thomas (* 1956), deutscher Konzeptkünstler
- Löcher-Lawrence, Werner (* 1956), deutscher Literaturagent und Übersetzer
- Locher-Werling, Emilie (1870–1963), Zürcher Mundartschriftstellerin
- Löcherbach, Peter (* 1957), deutscher Sozialwissenschaftler und Sozialarbeiter/Sozialpädagoge
- Löcherer, Alois (1815–1862), deutscher Fotograf
- Locherer, August (1902–1998), deutscher Politiker (SAPD, KPD, DFU, DKP), Gewerkschafter und Widerstandskämpfer
- Locherer, Johann Nepomuk (1773–1837), deutscher Theologe und Hochschullehrer
- Locherer, Paul (1903–1975), deutscher Gewerkschafter, Politiker (SAPD) und Widerstandskämpfer
- Locherer, Paul (* 1955), deutscher Politiker (CDU), MdL
- Lochet, Pierre-Charles (1767–1807), französischer Brigadegeneral der Infanterie
- Lochhead, Jason (* 1984), neuseeländischer Beachvolleyballspieler
- Lochhead, Jean (* 1946), britische Mittel- und Langstreckenläuferin
- Lochhead, Richard (* 1969), schottischer Politiker
- Lochhead, Tony (* 1982), neuseeländischer Fußballspieler
- Löchinger, Franz (* 1978), österreichischer Schlagzeuger, Kabarettist und Moderator
- Lochmahr, Marco (* 1987), deutscher Faustballer
- Lochman, Jan Milič (1922–2004), tschechoslowakisch-schweizerischer evangelischer Theologe
- Lochman, Tomas (* 1959), Schweizer Klassischer Archäologe
- Lochmann, Eberhard (1933–2020), deutscher Brigadegeneral, Angehöriger des Bundesnachrichtendienstes
- Lochmann, Ernst-Randolf (1931–2003), deutscher Strahlen- und Molekularbiologe, Hochschullehrer
- Lochmann, Friedrich (1863–1914), Kreisrat im Großherzogtum Hessen
- Lochmann, Gerd (1948–2022), deutscher Kugelstoßer
- Lochmann, Gerhard (1935–2013), deutscher Offizier, zuletzt Generalmajor
- Lochmann, Hans (1912–1953), deutscher Maler und Bildhauer
- Lochmann, Heiko (* 1999), deutscher Sänger und Schauspieler
- Lochmann, Jean-Jacques (1836–1923), Schweizer Topograf, Ingenieur, Politiker und Oberst
- Lochmann, Johann Carl Friedrich (1779–1838), sächsischer und preußischer Orgelbauer
- Lochmann, Johann Martin (1768–1827), Landtagsabgeordneter Großherzogtum Hessen
- Lochmann, Matthias (* 1971), deutscher Sportwissenschaftler und Sportmediziner
- Lochmann, Otto († 1704), kurfürstlich-hannoverscher Fourier, Kurier und Sänften-Unternehmer
- Lochmann, Paul (1848–1928), Erfinder
- Lochmann, Philipp (1589–1652), Kanzler des Stifts Neuzelle, kursächsischer Rat und Besitzer der Pfandherrschaft Neuzelle
- Lochmann, Reinhold (1914–2008), deutscher Widerstandskämpfer und Polizeioffizier (KPD, SED)
- Lochmann, Roman (* 1999), deutscher SängerRoman Lochmann (* 1999)

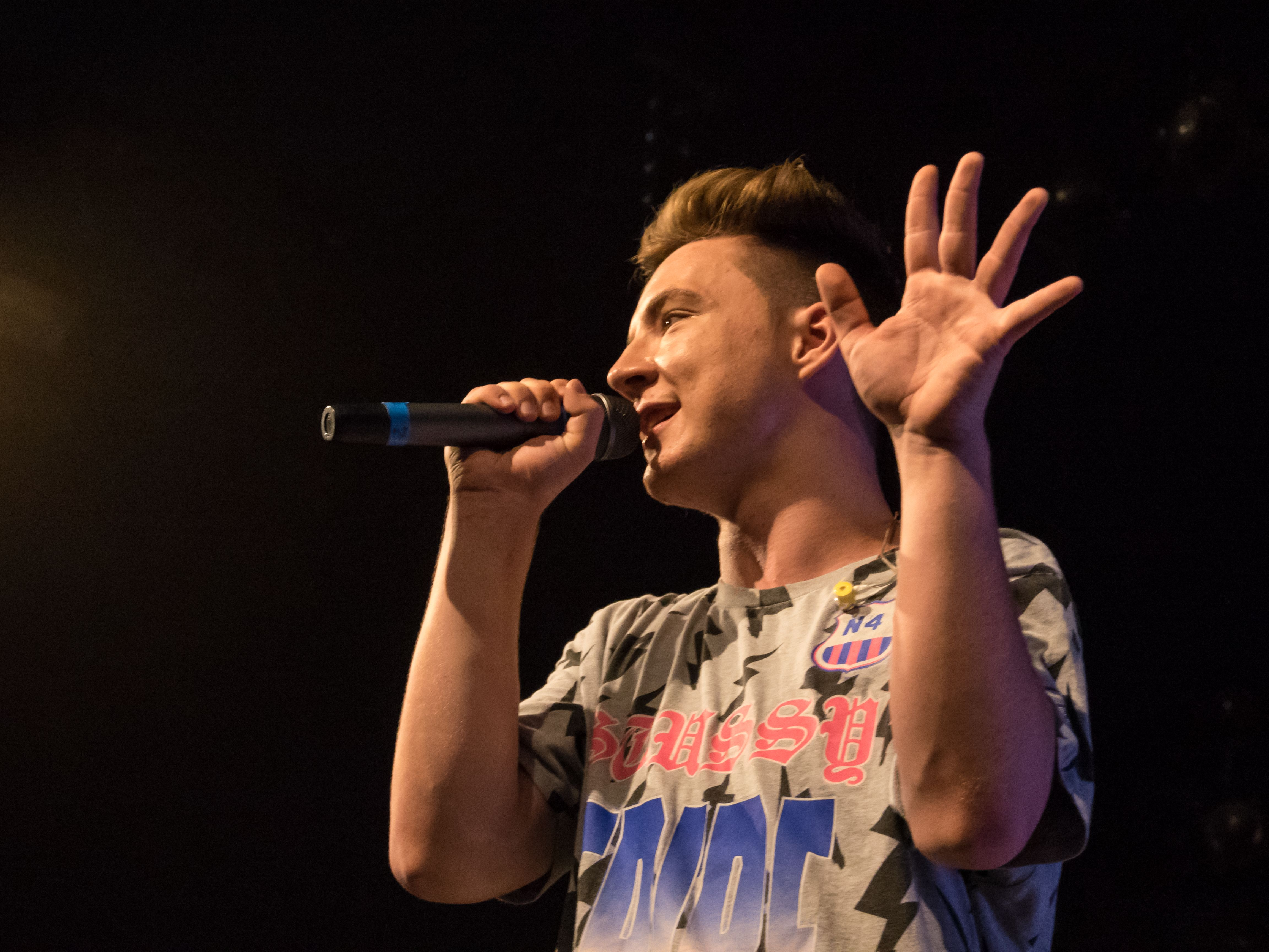
Roman Lochmann (* 1999)

- Lochmann, Ulrich (* 1947), deutscher Ministerialbeamter
- Lochmatter, Alexander (1837–1917), Schweizer Hotelier, Bergsteiger und Bergführer
- Lochmatter, Anton, Walliser Burgermeister, Grosskastlan und Landrat
- Lochmatter, Erwin (1911–1987), Schweizer Unternehmer, Bergsteiger, Ski- und Bergführer
- Lochmatter, Franz (1878–1933), Schweizer Bergsteiger und Bergführer
- Lochmatter, Franz Josef (1825–1897), Schweizer Hotel-, Bergsteiger- und Bergführerpionier
- Lochmatter, Hieronymus (1916–1993), Schweizer Dirigent und Komponist
- Lochmatter, Josef (1872–1915), Schweizer Bergsteiger-, Berg- und Skiführerpionier
- Lochmatter, Josef Marie (1833–1882), Schweizer Bergsteiger- und BergführerpionierJosef Marie Lochmatter (1833–1882)

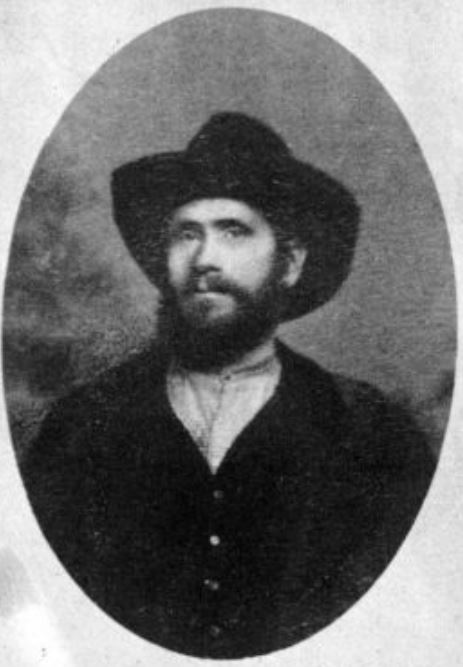
Josef Marie Lochmatter (1833–1882)

- Lochmüller, Jacqueline (* 1965), deutsche Schriftstellerin
- Lochmüller, Walter (1905–1992), deutscher Pädagoge, Maler und Emailleur sowie Hochschullehrer
- Lochner von Hüttenbach, Maximilian Freiherr (1859–1942), deutscher Land- und Forstwirt, Ehrenbürger der Gemeinde Elten
- Lochner von Hüttenbach, Oskar Freiherr (1868–1920), deutscher Lokalhistoriker und Schriftsteller
- Lochner, Anita (* 1950), US-amerikanische Schauspielerin und Synchronsprecherin
- Lochner, Dario (* 1995), österreichischer Handballspieler
- Lochner, Emil (1832–1900), deutscher Tuchfabrikant
- Lochner, Erich (1879–1947), deutscher Automobilrennfahrer, Sportflieger und Flugzeugkonstrukteur
- Löchner, Friedrich (1915–2013), deutscher Schullehrer, Dichter, Autor und Schachspieler
- Lochner, Georg, Persönlichkeit
- Lochner, Georg Wolfgang Karl (1798–1882), deutscher Pädagoge und Archivar
- Lochner, Heinrich (1899–1943), österreichischer Straßenbahner und Widerstandskämpfer gegen den Nationalsozialismus
- Lochner, Ilka (* 1970), deutsche Politikerin (CDU), MdL
- Lochner, Jacob Hieronymus (1649–1700), deutscher evangelischer Pfarrer, Theologe und Dichter
- Löchner, Johann (1861–1923), deutscher Politiker (DDP)
- Lochner, Johann Friedrich (1798–1886), deutscher Unternehmer
- Lochner, Johannes (* 1990), deutscher BobfahrerJohannes Lochner (* 1990)

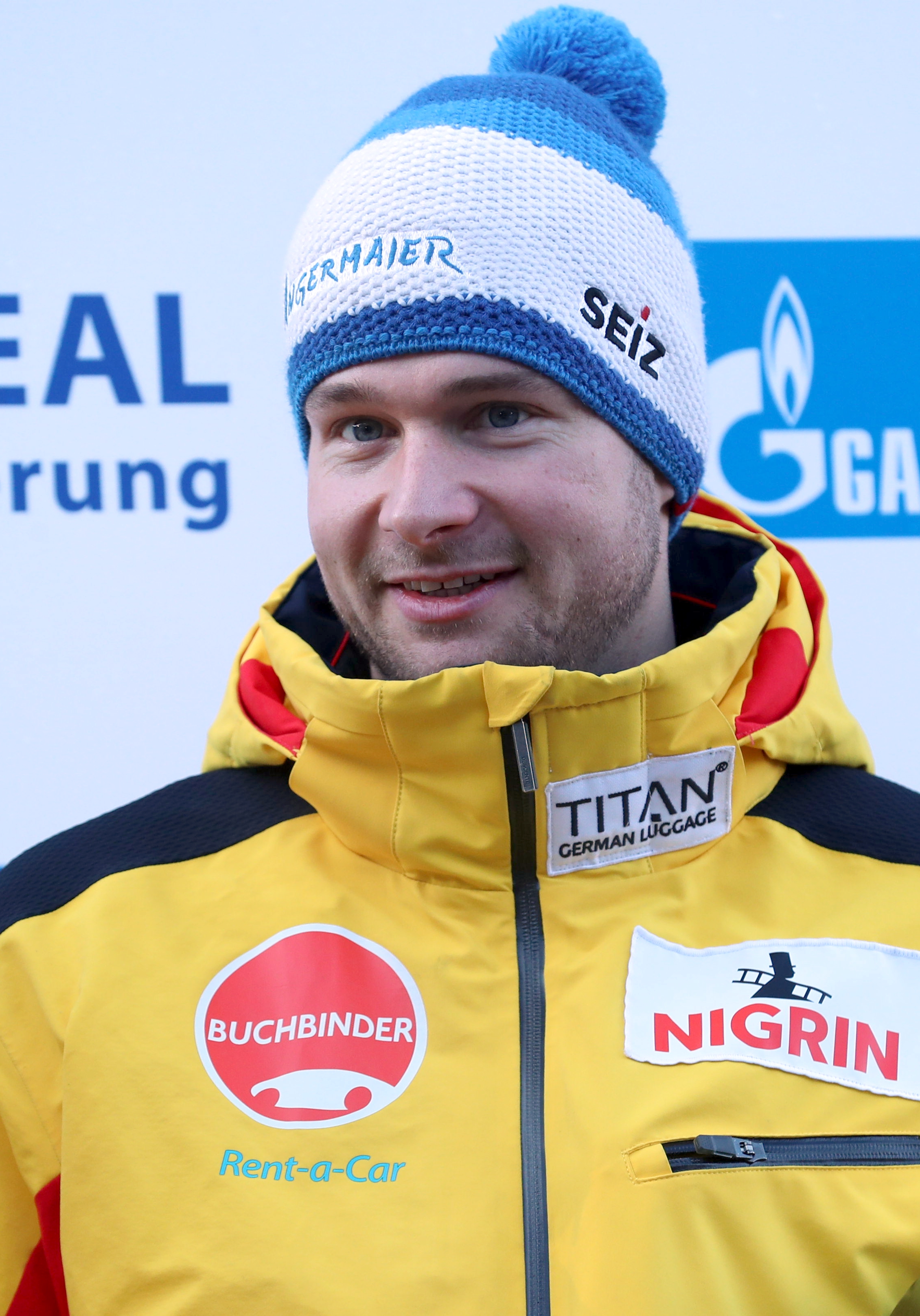
Johannes Lochner (* 1990)

- Lochner, Kurt († 1567), deutscher Plattner
- Lochner, Leonhard (1914–2007), römisch-katholischer Ordenspriester, Augustiner, Bibliothekar
- Lochner, Louis Paul (1887–1975), US-amerikanischer Journalist und Autor
- Lochner, Max (1868–1949), deutscher Hippologe und Inhaber zahlreicher Patente
- Lochner, Michael († 1490), deutscher Bildhauer
- Lochner, Michael (* 1952), deutscher Kirchenmusiker und Organist
- Lochner, Michael Friedrich von (1662–1720), deutscher Arzt, Naturwissenschaftler und Direktor der Gelehrtenakademie „Leopoldina“
- Lochner, Robert H. (1918–2003), US-amerikanischer Journalist und Übersetzer
- Lochner, Rudi (* 1953), deutscher Bobsportler und Sportlehrer
- Lochner, Rudolf (1883–1939), deutscher Unternehmer und Bauherr
- Lochner, Rudolf (1895–1978), deutsch-böhmischer Erziehungswissenschaftler, sudetendeutscher Volkstumskämpfer
- Lochner, Rudolf der Ältere (1847–1918), deutscher Unternehmer in der Tuchindustrie
- Lochner, Stefan († 1451), deutscher Maler
- Lochner, Tim (* 1970), deutscher parteiloser Kommunalpolitiker, Bürgermeister von Pirna
- Lochner, Wilhelm (1922–1979), deutscher Physiologe
- Lochner-Fischer, Monica (1952–2012), deutsche Politikerin (SPD), MdL
- Lochocki, Timo (* 1985), deutscher PolitikwissenschaftlerTimo Lochocki (* 1985)

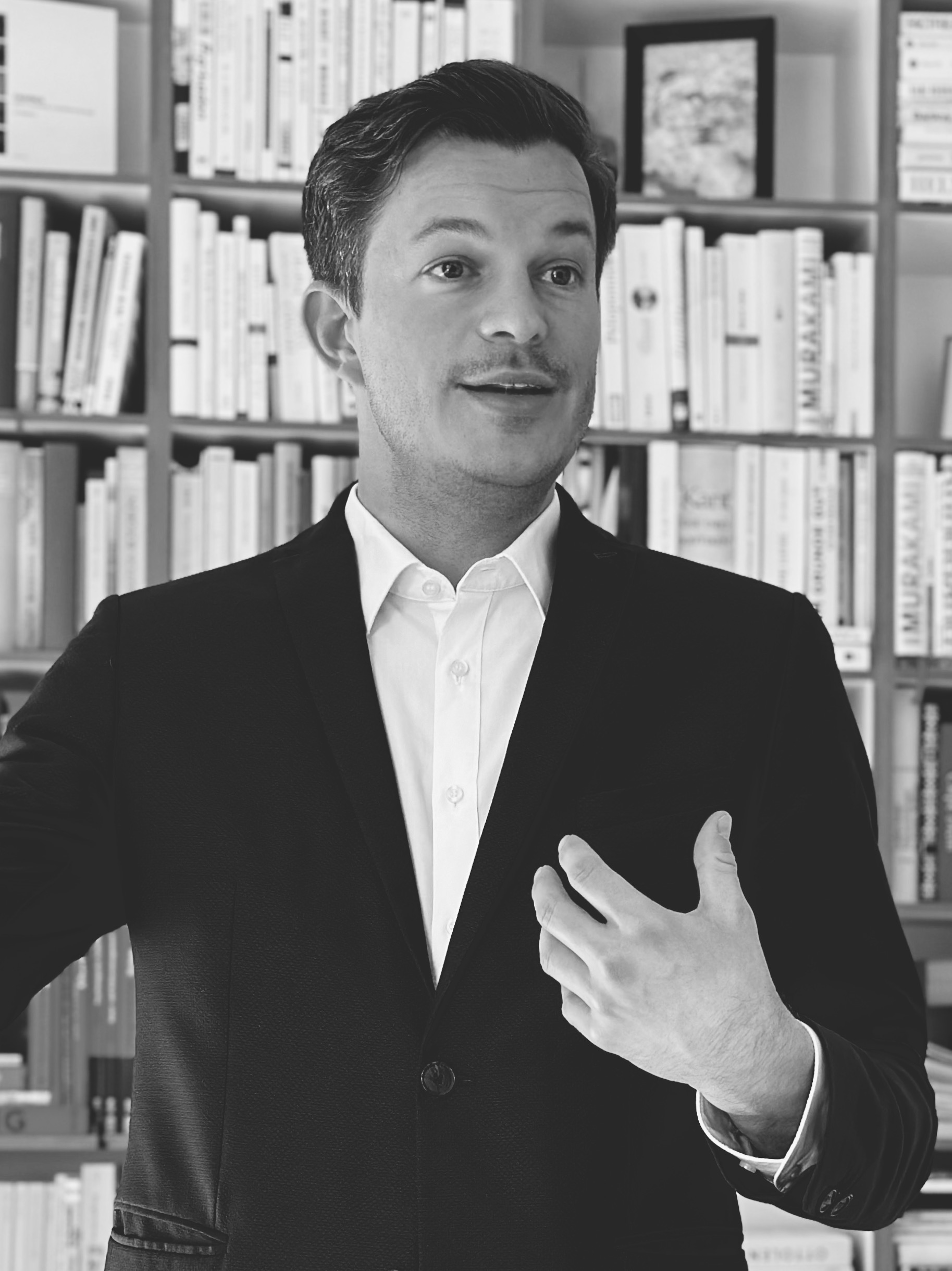
Timo Lochocki (* 1985)

- Lochore, Brian (1940–2019), neuseeländischer Rugby-Union-Spieler und -Trainer
- Lochow, Ewald von (1855–1942), preußischer General der Infanterie
- Lochow, Ferdinand von (1849–1924), deutscher Landwirt und der Züchter einer neuen Roggensorte
- Lochow, Ferdinand von (1884–1931), deutscher Agrologe
- Lochowicz, Summer (* 1978), australische Beachvolleyballspielerin
- Lochowinin, Juri Nikolajewitsch (1924–1992), sowjetisch-russischer Bildhauer
- Lochs, Bert (* 1966), niederländischer Jazzmusiker (Trompete, Komposition)
- Lochs, Gustav (1907–1988), österreichischer Mathematiker
- Lochs, Herbert (1946–2015), deutsch-österreichischer Mediziner
- Lochstampfer, Wilhelm (1881–1970), deutscher Architekt und Hochschullehrer
- Locht, Paul (1929–2023), dänischer Ruderer und Handballspieler
- Locht, Peter van de (* 1946), deutsch-niederländischer Maler, Grafiker und Bildhauer
- Locht, Tobias van de (* 1975), deutscher Dirigent und Komponist
- Lochte, Christian (1935–1991), deutscher Jurist und Beamter
- Lochte, David (1871–1935), deutscher Eisenbahnbeamter
- Lochte, Karin (* 1952), deutsche Biologin
- Lochte, Ryan (* 1984), US-amerikanischer SchwimmerRyan Lochte (* 1984)

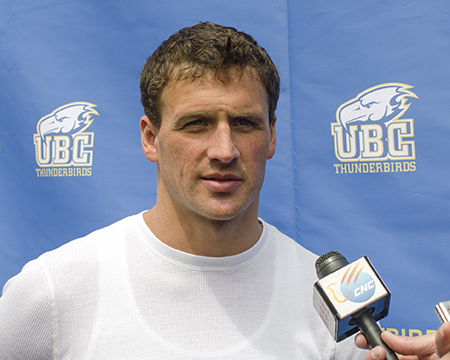
Ryan Lochte (* 1984)

- Lochte, Wilfried (1928–2011), deutscher Manager
- Lochte-Holtgreven, Walter (1903–1987), deutscher Experimentalphysiker und Hochschullehrer
- Lochtenbergh, Michiel (* 1981), niederländischer Handballspieler und -trainer
- Lochthofen, Boris (* 1975), deutscher Journalist
- Lochthofen, Lorenz (1907–1989), deutscher Politiker (SED), Leiter des Büromaschinenwerks in Sömmerda
- Lochthofen, Sergej (* 1953), russlanddeutscher Journalist
- Lochthove, Klaus (1953–2023), deutscher Schauspieler und Synchronsprecher
- Lochu, Claude-Max (* 1951), französischer Maler und Zeichner
- Lochwizkaja, Marija Alexandrowna (1869–1905), russische Dichterin
- Lochwizki, Kondrat Andrejewitsch (1774–1849), russischer Verwaltungsbeamter, Architekt, Architekturhistoriker und Archäologe

### Loci
- LoCicero, Lisa (* 1970), US-amerikanische Schauspielerin
- Ločičnik, Raimund (* 1955), österreichischer Historiker, Kunsthistoriker und Heimatforscher sowie Stadtarchivar am Magistrat der Stadt Steyr

### Lock
- Lock, Andrew (* 1961), australischer Bergsteiger
- Lock, Anna-Carin (* 1978), schwedische Maskenbildnerin, Friseurin und Perückenmacherin
- Lock, Benjamin (* 1993), simbabwischer Tennisspieler
- Lock, Betty (1921–1986), britische Sprinterin
- Löck, Carsta (1902–1993), deutsche SchauspielerinCarsta Löck (1902–1993)

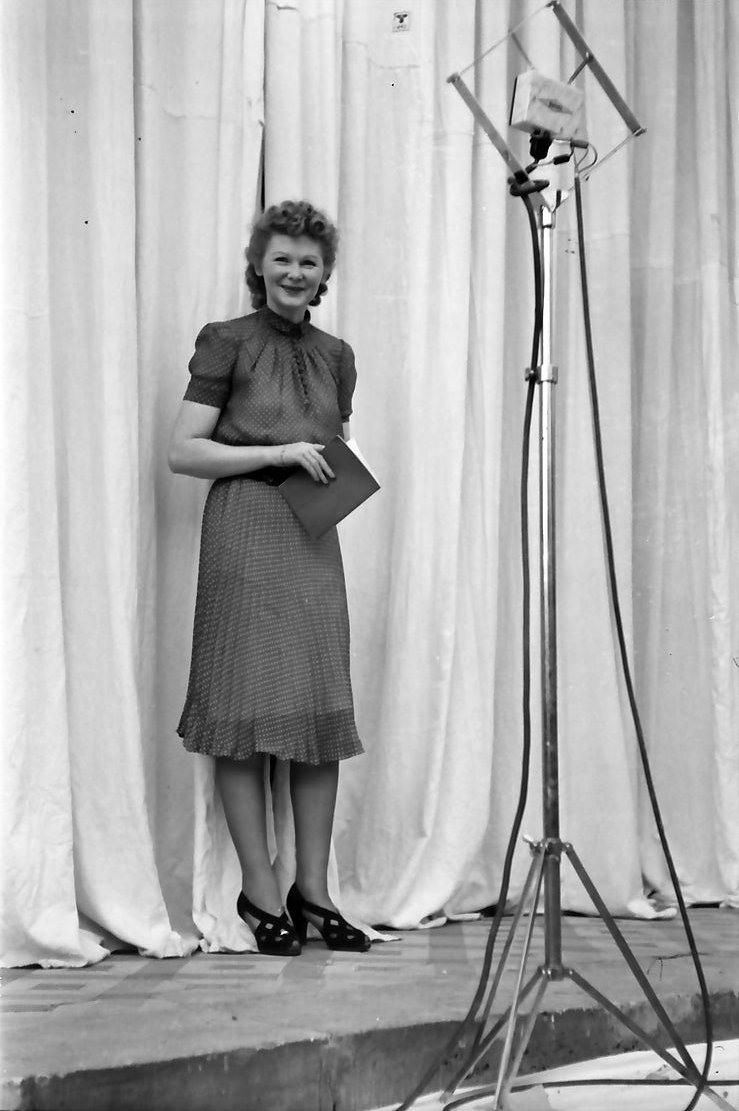
Carsta Löck (1902–1993)

- Lock, Christopher Noel Hunter (1894–1949), englischer Aerodynamiker
- Lock, Courtney John (* 1996), simbabwischer Tennisspieler
- Lock, Desmond (* 1949), neuseeländischer Ruderer
- Lock, Drew (* 1996), US-amerikanischer American-Football-Spieler
- Lock, Édouard (* 1954), kanadischer Choreograph und Tänzer
- Lock, Franz Georg (1751–1831), deutscher römisch-katholischer Bischof
- Löck, Georg (1782–1858), deutscher Rechtsanwalt
- Lock, Georgia (* 1996), britische Schauspielerin und Lyrikerin
- Lock, Kevin (* 1953), englischer Fußballspieler
- Lock, Michel (1848–1898), deutscher Bildhauer
- Lock, Sean (1963–2021), britischer Schauspieler und KomikerSean Lock (1963–2021)

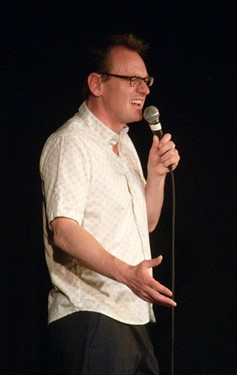
Sean Lock (1963–2021)

- Lock, Ulla (1934–2012), dänische Schauspielerin
- Locke, Alain LeRoy (1886–1954), US-amerikanischer Philosoph
- Locke, Anne, englische Dichterin
- Locke, Attica (* 1974), US-amerikanische Schriftstellerin
- Locke, Bobby (1917–1987), südafrikanischer Golfspieler
- Locke, Corey (* 1984), kanadischer Eishockeyspieler und -trainer
- Locke, Eddie (1930–2009), US-amerikanischer Jazzmusiker
- Locke, Elsie (1912–2001), neuseeländische Schriftstellerin, Feministin und Sozialaktivistin
- Locke, Felix (* 1988), deutscher Politiker (FW) und Unternehmer
- Locke, Francis (1776–1823), US-amerikanischer Politiker
- Locke, Fred Morton (1861–1930), US-amerikanischer Erfinder und Unternehmer in der Isolatoren-Industrie
- Locke, Gary (* 1950), US-amerikanischer Diplomat und Politiker
- Locke, Gary (* 1954), englischer Fußballspieler
- Locke, Gustav (1886–1949), deutscher Politiker (SPD), MdL
- Locke, Jeff (* 1989), US-amerikanischer American-Football-Spieler
- Locke, Joe (* 1959), US-amerikanischer Jazz-Vibraphonist und Komponist
- Locke, Joe (* 2003), britischer Schauspieler
- Locke, John (1632–1704), englischer Philosoph und ÖkonomJohn Locke (1632–1704)

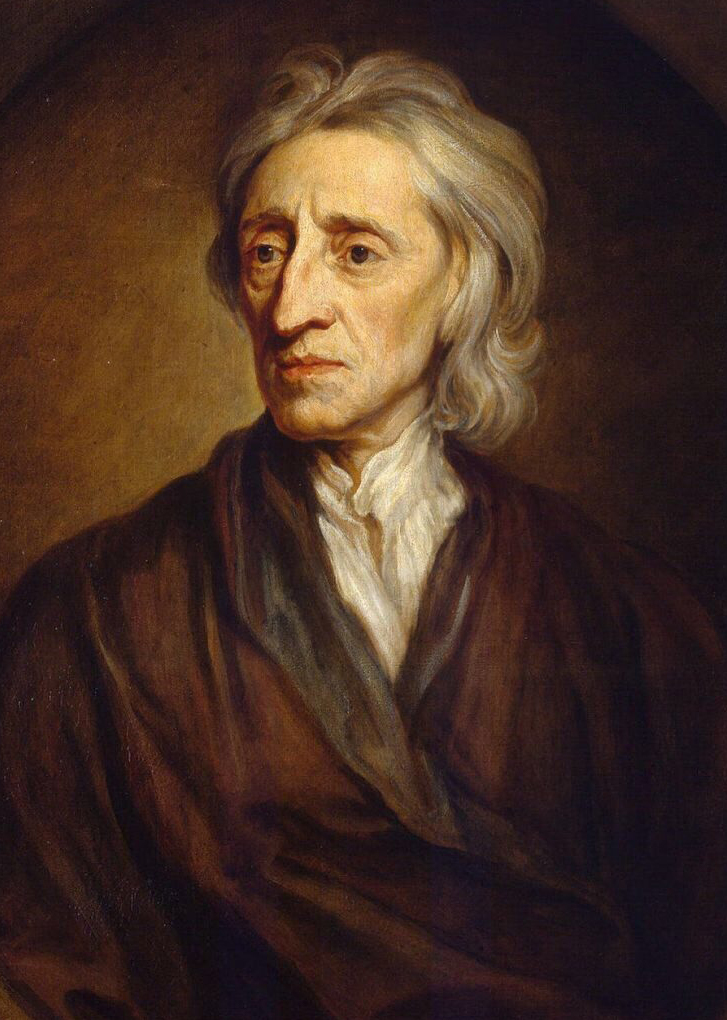
John Locke (1632–1704)

- Locke, John (1764–1855), US-amerikanischer Politiker
- Locke, Joseph (1805–1860), englischer Bauingenieur
- Locke, Julien (* 1993), kanadischer Skilangläufer
- Locke, Mamie E. (* 1954), US-amerikanische Politikwissenschaftlerin und Politikerin (Demokratische Partei)
- Locke, Maria (1808–1878), erste Aborigine, die einen Weißen heiratete
- Locke, Matthew (1621–1677), englischer Komponist der Barockzeit
- Locke, Matthew (1730–1801), US-amerikanischer Politiker
- Löcke, Max (1850–1936), Bürgermeister von Arnsberg
- Locke, Philip (1928–2004), englischer Schauspieler
- Locke, Ralph P. (* 1949), US-amerikanischer Musikwissenschaftler und Hochschullehrer
- Locke, Robert R. (* 1932), US-amerikanischer Historiker, Ökonom und Hochschullehrer
- Locke, Samuel (1710–1793), deutscher Baumeister
- Locke, Sondra (1944–2018), US-amerikanische SchauspielerinSondra Locke (1944–2018)

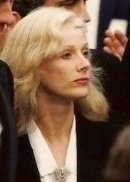
Sondra Locke (1944–2018)

- Locke, Spencer (* 1991), US-amerikanische Schauspielerin
- Locke, Tammy (* 1959), US-amerikanische Sängerin und Schauspielerin
- Locke, Tembi (* 1970), US-amerikanische Schauspielerin
- Locke, Terry (* 1946), neuseeländischer Dichter, Anthologe, Lyrikkritiker und Wissenschaftler
- Locke, William John (1863–1930), britischer Schriftsteller und Dramatiker
- Locke, Zeddie (* 1967), US-amerikanisch-deutscher Basketballspieler
- Lockefeer, Harry (1938–2007), niederländischer Journalist, ehemaliger Chefredakteur der Tageszeitung de Volkskrant
- Löckel, Wolfgang (1953–2021), deutscher Sachbuchautor und Eisenbahnfachmann
- Lockemann, Georg (1871–1959), deutscher Chemiker
- Lockemann, Peter (1935–2025), deutscher Informatiker
- Lockemann, Theodor (1885–1945), deutscher Bibliothekar
- Locken, Tom (* 1942), US-amerikanischer Curler
- Löckenhoff, Elisabeth (1929–1985), deutsche Kommunikationswissenschaftlerin
- Lockenvitz, Paul (1876–1961), deutscher Politiker (DDP)
- Locker, Anatol (* 1963), deutscher Journalist
- Löcker, Carsten (* 1961), deutscher Politiker (SPD), MdL
- Locker, Christian (1963–2018), österreichischer Schriftsteller und Maler
- Locker, Gerlinde (* 1938), österreichische Bühnen-, Film- und Fernsehschauspielerin
- Löcker, Ivette (* 1970), österreichische Filmregisseurin
- Löcker, Jonas (* 2005), österreichischer Fußballspieler
- Löcker, Julius (1860–1945), österreichischer Politiker; Abgeordneter zum Abgeordnetenhaus
- Locker, La’Nica (* 2006), antiguanische Sprinterin
- Löcker, Maja (* 2003), deutsche Volleyballspielerin
- Löcker, Marie (* 1982), österreichische Schauspielerin und Hörspielsprecherin
- Locker, Markus Ekkehard (* 1965), österreichischer römisch-katholischer Theologe
- Löcker, Theodor (* 2003), österreichischer Politiker
- Locker-Lampson, Frederick (1821–1895), englischer Poet und Schriftsteller des viktorianischen Zeitalters
- Lockerby, Mabel (1882–1976), kanadische Malerin
- Locket, George Hazelwood (1900–1991), britischer Arachnologe
- Lockett, Clayton (1975–2014), US-amerikanischer rechtskräftig verurteilter Mörder
- Lockett, Deanna (* 1995), australische Shorttrackerin
- Lockett, Johnny (1915–2004), britischer Motorrad- und Autorennfahrer
- Lockett, Michael (1980–2009), britischer Soldat
- Lockett, Milo (* 1967), argentinischer Maler, Grafiker und Muralist
- Lockett, Mornington (* 1961), britischer Jazzmusiker (Tenor- und Altsaxophon, Klarinette)
- Lockett, Pete (* 1963), britischer Schlagzeuger, Trommler und Percussionist sowie Komponist, Arrangeur und Musikproduzent
- Lockett, Tyler (* 1992), US-amerikanischer American-Football-SpielerTyler Lockett (* 1992)

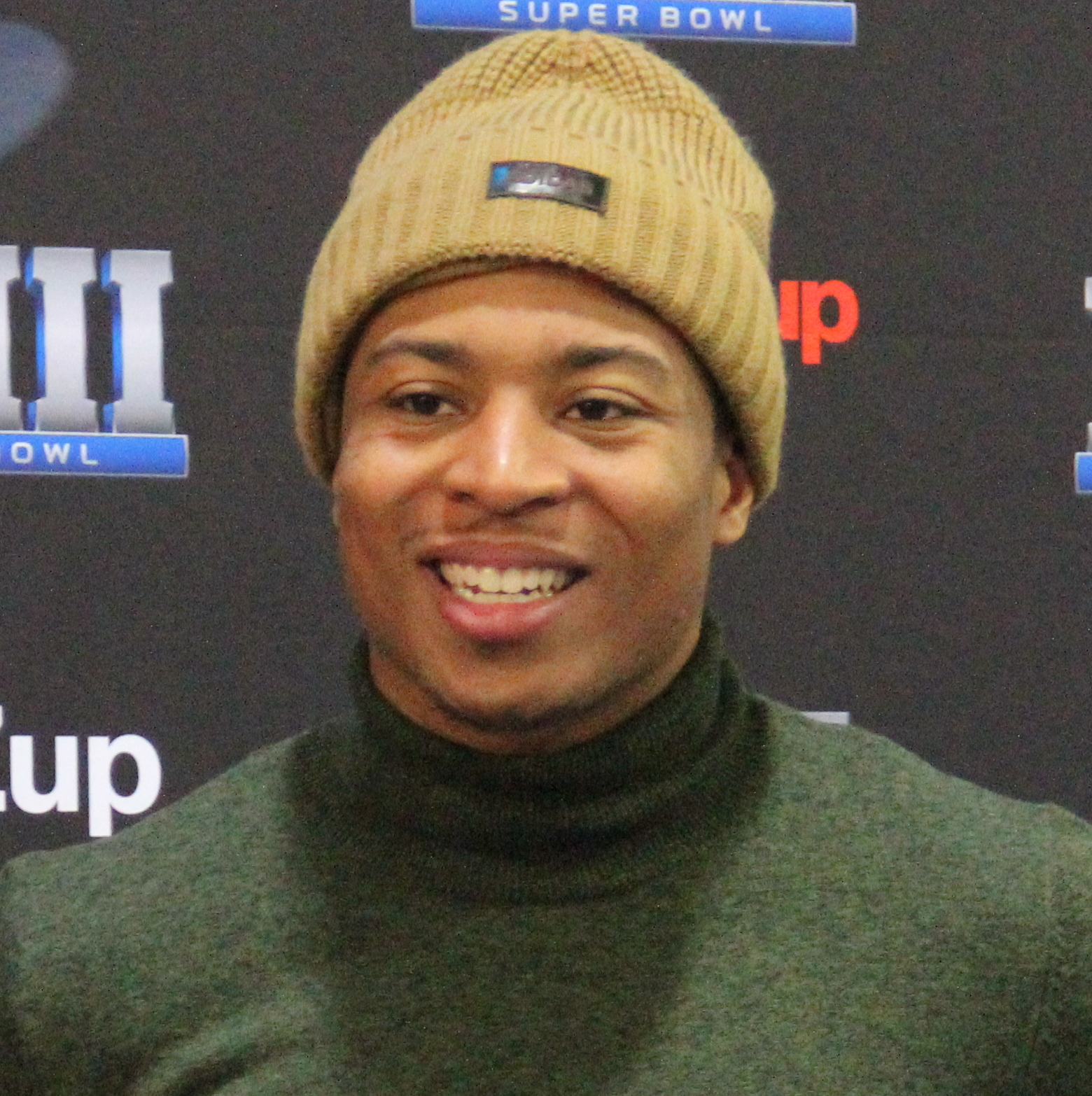
Tyler Lockett (* 1992)

- Lockett, Vivian (1880–1962), britischer Polospieler und Offizier
- Lockette, Ricardo (* 1986), US-amerikanischer Footballspieler
- Lockhart, Anne (* 1953), US-amerikanische Schauspielerin
- Lockhart, Archibald (1875–1941), kanadischer Curler
- Lockhart, Barb (* 1941), US-amerikanische Eisschnellläuferin
- Lockhart, Beatriz (1944–2015), uruguayische Komponistin und Pianistin
- Lockhart, Bruce M. (* 1960), US-amerikanischer Historiker, Linguist, Südostasienwissenschaftler und Hochschullehrer
- Lockhart, Bruce R. H. (1887–1970), britischer Diplomat
- Lockhart, Calvin (1934–2007), bahamaisch-US-amerikanischer Filmschauspieler
- Lockhart, Carla (* 1985), britische Politikerin (DUP), Mitglied des britischen Unterhauses
- Lockhart, Dennis P. (* 1947), US-amerikanischer Wirtschaftswissenschaftler und Zentralbanker
- Lockhart, Dominic (* 1994), deutscher Basketballspieler
- Lockhart, Don (1931–1982), kanadischer Eishockeyspieler
- Lockhart, Emma (* 1994), US-amerikanische Schauspielerin und Model
- Lockhart, Gene (1891–1957), US-amerikanischer Film- und TheaterschauspielerGene Lockhart (1891–1957)

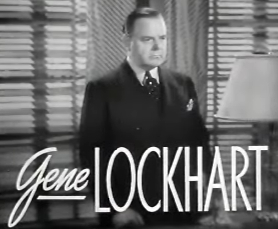
Gene Lockhart (1891–1957)

- Lockhart, Howie (1897–1956), kanadischer Eishockeytorwart
- Lockhart, Jackie (* 1965), schottische Curlerin
- Lockhart, James (1806–1857), US-amerikanischer Politiker
- Lockhart, James A. (1850–1905), US-amerikanischer Politiker
- Lockhart, John Stanley (1935–2006), australischer Jurist, Anwalt, Richter des Federal Court of Australia und Mitglied des WTO Appellate Body
- Lockhart, June (* 1925), US-amerikanische SchauspielerinJune Lockhart (* 1925)

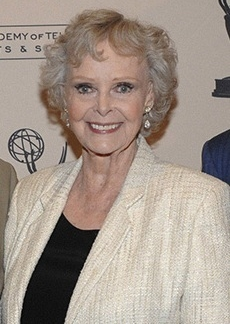
June Lockhart (* 1925)

- Lockhart, Kathleen (1894–1978), britische Schauspielerin
- Lockhart, Keith (* 1959), US-amerikanischer Dirigent
- Lockhart, Leslie (1897–1966), britischer Generalmajor
- Lockhart, Luke (* 1992), chinesisch-kanadischer Eishockeyspieler
- Lockhart, Michael (1960–1997), US-amerikanischer Serienmörder
- Lockhart, Paul (* 1956), US-amerikanischer Astronaut
- Lockhart, Rob (1893–1981), britischer Generalleutnant und Gouverneur
- Lockhart, Warren (1940–2012), US-amerikanischer Filmproduzent
- Lockhart, William (1811–1896), englischer Missionar, Arzt und Menschenrechtler
- Lockhart, William (1841–1900), britischer General, Oberbefehlshaber in Indien
- Lockheart, Mark (* 1961), britischer Jazzmusiker und Komponist
- Lockin, Danny (1943–1977), US-amerikanischer Filmschauspieler und Tänzer
- Locking, Brian (1938–2020), britischer Gitarrist
- Lockington, Andrew (* 1974), kanadischer Filmkomponist
- Lockl, Lothar (* 1968), österreichischer Strategie und Politikberater
- Lockl, Per (* 2001), deutscher Fußballspieler
- Löckle, Alfred (1878–1943), deutscher Bibliothekar
- Locklear, Heather (* 1961), US-amerikanische Schauspielerin und ProduzentinHeather Locklear (* 1961)

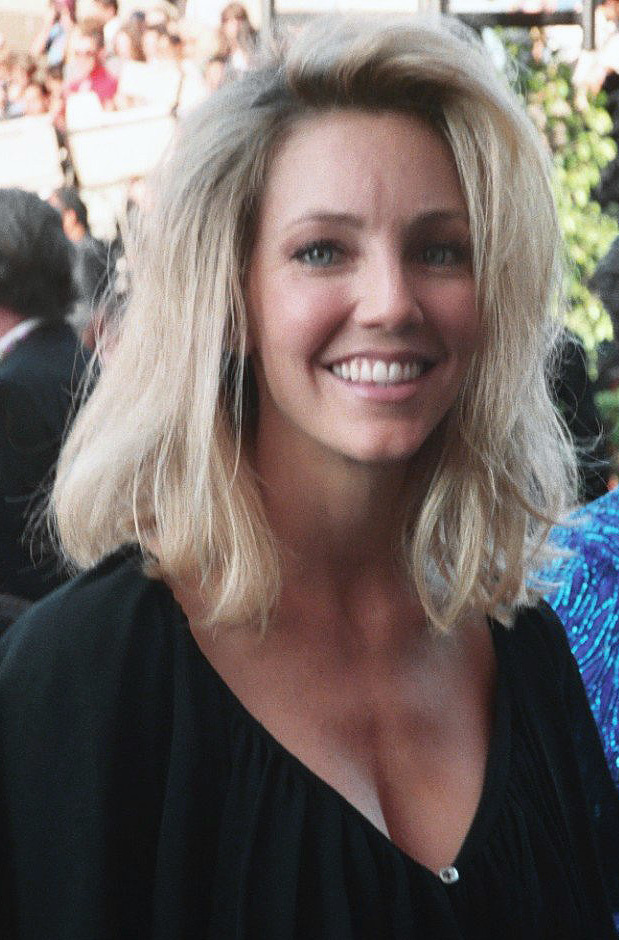
Heather Locklear (* 1961)

- Locklear, Samuel J., US-amerikanischer Marineoffizier
- Lockley, Andrew (* 1971), britischer Spezialeffekt-Designer beziehungsweise Digital Film Compositor
- Lockley, Margaret (* 1947), britische Marathonläuferin
- Locklin, Hank (1918–2009), US-amerikanischer Country-Sänger
- Locklin, Loryn (* 1968), US-amerikanische Schauspielerin
- Lockmann, Gertrud (1895–1962), deutsche Widerstandskämpferin und Politikerin (SPD), MdHB, MdB
- Löckmann, Rolf (* 1942), deutscher Fotograf und Denkmalschützer
- Löckmann, Thorsten (* 1972), deutscher Fußballspieler und -trainer
- Locko, Bradley (* 2002), französisch-kongolesischer Fußballspieler
- Lockowandt, Oskar (1935–2000), deutscher Philosoph, Psychologe und Graphologe
- Lockrane, Gareth (* 1976), britischer Jazzmusiker (Flöte, Komposition)
- Lockridge, Rocky (1959–2019), US-amerikanischer Boxsportlerer, Weltmeister der WBA und IBF (Superfedergewicht)
- Lockroy (1803–1891), französischer Schauspieler und Librettist
- Lockroy, Édouard (1838–1913), französischer Politiker
- Locks, Damon, US-amerikanischer Künstler, Aktivist und Musiker
- Locks, Freddy (* 1977), portugiesischer Reggae-Musiker
- Lockspeiser, Edward (1905–1973), britischer Musikwissenschaftler, Musikkritiker und Komponist
- Lockstaedt, Michael, deutscher Orgel- und Klavierbauer in Prenzlau
- Lockstedt, Ludwig von (1837–1877), deutscher Verwaltungsjurist und Rittergutsbesitzer
- Lockton, William (1878–1937), englischer Priester und anglikanischer Theologe
- Lockward Artiles, Antonio (1943–2021), dominikanischer Schriftsteller
- Lockward, Juan (1915–2006), dominikanischer Sänger und Komponist
- Lockwood, Annea (* 1939), neuseeländisch-amerikanische Komponistin und Musikpädagogin
- Lockwood, Belva Ann (1830–1917), US-amerikanische Anwältin und Frauenrechtlerin
- Lockwood, Betty, Baroness Lockwood (1924–2019), britische Politikerin (Labour Party)
- Lockwood, Bob (1953–1989), US-amerikanischer Entertainer und Frauenimitator
- Lockwood, Bobby (* 1993), britischer Schauspieler und Model
- Lockwood, Charles A. (1890–1967), Vizeadmiral der United States Navy
- Lockwood, Daniel N. (1844–1906), US-amerikanischer Jurist und Politiker
- Lockwood, David (1929–2014), britischer Soziologe und emeritierter Professor für Soziologie an der University of Essex
- Lockwood, Didier (1956–2018), französischer Jazzgeiger und Komponist
- Lockwood, Francis (* 1952), französischer Jazz- und Fusionmusiker
- Lockwood, Gary (* 1937), US-amerikanischer SchauspielerGary Lockwood (* 1937)

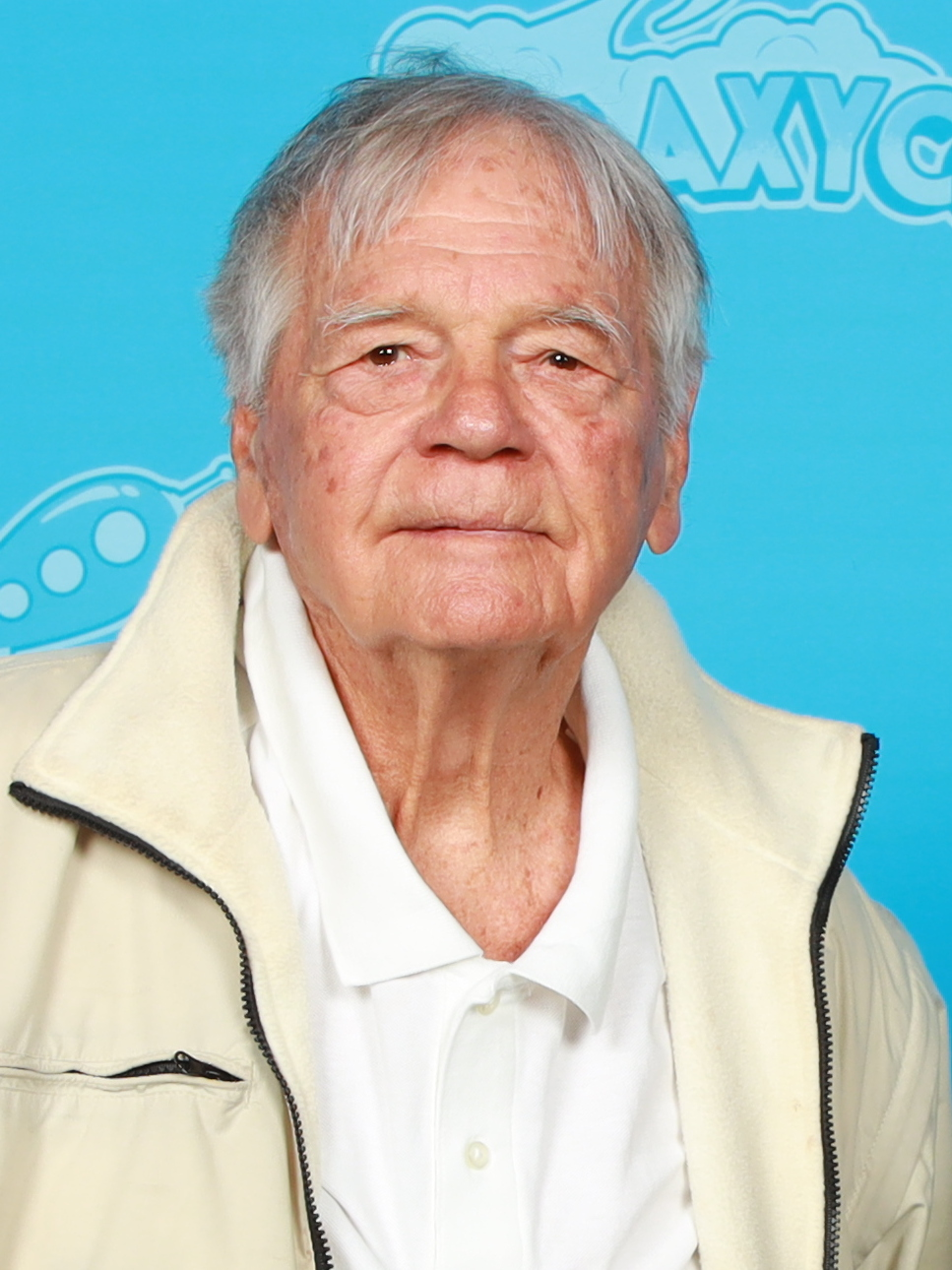
Gary Lockwood (* 1937)

- Lockwood, Harold (1887–1918), US-amerikanischer Schauspieler der frühen Stummfilmzeit
- Lockwood, John (* 1949), US-amerikanischer Jazzbassist
- Lockwood, Johnny (1920–2013), australischer Komödiant und Schauspieler für Film, Fernsehen und Theater
- Lockwood, Julia (1941–2019), englische Schauspielerin
- Lockwood, Kurt (* 1970), US-amerikanischer Schauspieler, Musiker und Pornodarsteller
- Lockwood, LeGrand (1820–1872), US-amerikanischer Unternehmer und Bankier
- Lockwood, Lewis (* 1930), US-amerikanischer Musikwissenschaftler
- Lockwood, Margaret (1916–1990), britische Schauspielerin
- Lockwood, Michael (* 1933), US-amerikanischer Indologe, Religionswissenschaftler, Hochschullehrer, Philosoph und Autor
- Lockwood, Michael († 2018), britischer Philosoph und Autor
- Lockwood, Mike (1971–2003), US-amerikanischer WrestlerMike Lockwood (1971–2003)

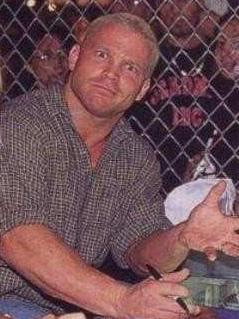
Mike Lockwood (1971–2003)

- Lockwood, Normand (1906–2002), US-amerikanischer Komponist und Musikpädagoge
- Lockwood, Patricia (* 1982), US-amerikanische Schriftstellerin
- Lockwood, Raymond (1928–2009), britischer Eiskunstläufer
- Lockwood, Rembrandt (1815–1889), US-amerikanischer Maler und Architekt
- Lockwood, Robert junior (1915–2006), US-amerikanischer Blues-Gitarrist und Sänger
- Lockwood, Ronald, englischer Badmintonspieler
- Lockwood, Roscoe (1875–1960), US-amerikanischer Ruderer
- Lockwood, Ward (1894–1963), US-amerikanischer Maler, Grafiker und Kunstpädagoge
- Lockwood, William (* 1988), australischer Ruderer
- Lockwood, William Burley (1917–2012), britischer Sprachwissenschaftler
- Lockyer, Darren (* 1977), australischer Rugby-League-Spieler
- Lockyer, Edmund (1784–1860), britisch-stämmiger Entdeckungsreisender in Australien
- Lockyer, John (* 1971), kanadischer Skispringer
- Lockyer, Joseph Norman (1836–1920), englischer Astronom
- Lockyer, Malcolm (1923–1976), britischer Pianist, Komponist und Dirigent
- Lockyer, Nigel (* 1952), US-amerikanischer Physiker
- Lockyer, Tom (* 1994), walisischer Fußballspieler

### Locl
- Loclair, Holger (* 1951), deutscher Unternehmer

### Loco
- Locô (* 1984), angolanischer Fußballspieler
- Loco Dice (* 1974), deutscher DJ und Produzent in der elektronischen Musikszene
- Loco Escrito (* 1990), Schweizer Latin-Pop- und Reggaeton-Sänger
- Lococo, Alejandro (* 1991), argentinischer Freestyle-Rapper, Streamer und Pokerspieler
- Locorriere, Dennis (* 1949), US-amerikanischer Sänger und GitarristDennis Locorriere (* 1949)

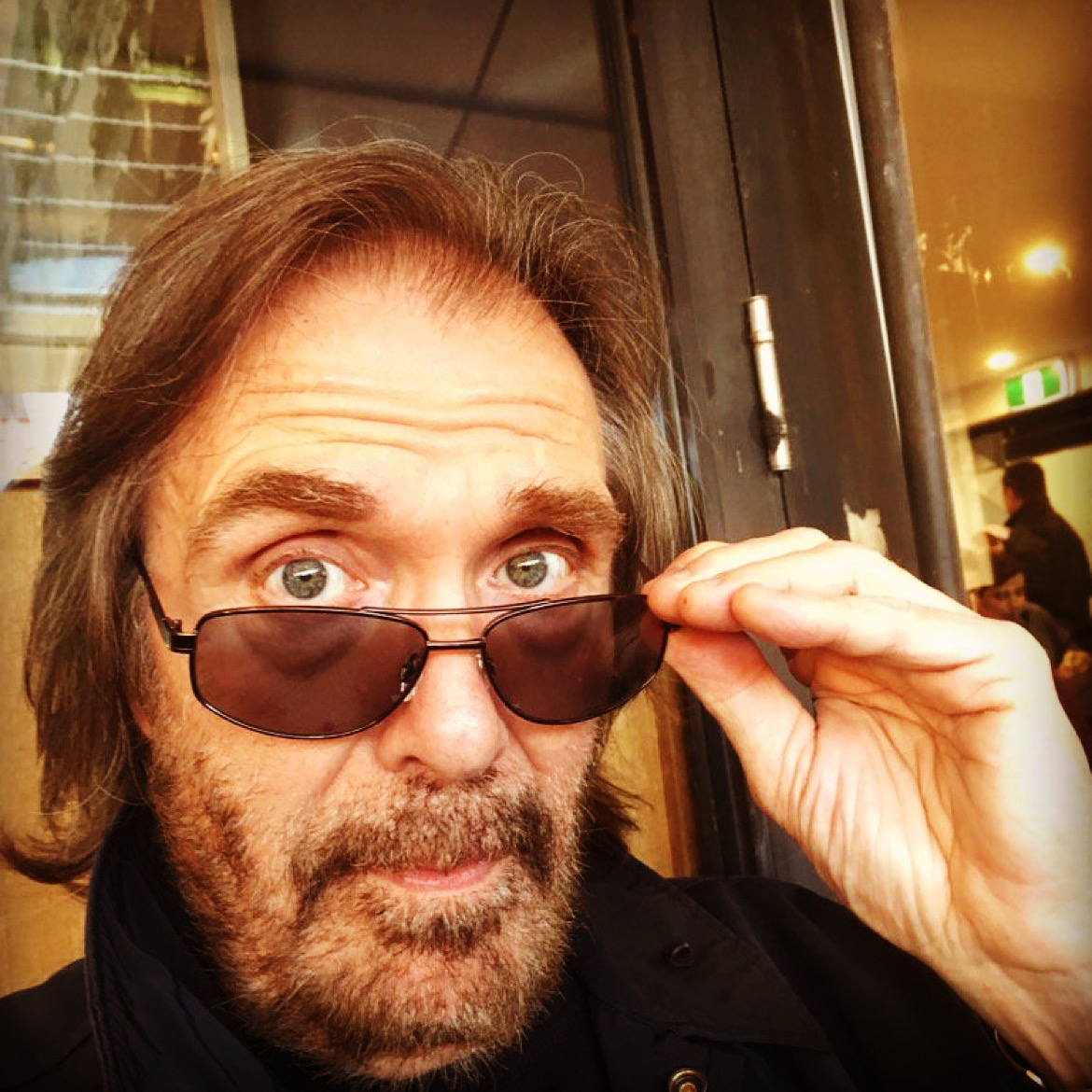
Dennis Locorriere (* 1949)

### Locq
- Locquenghien, Theodor von (1826–1895), preußischer Generalleutnant

### Locs
- Locsin, Teodoro junior (* 1948), philippinischer Politiker, Journalist, Rechtsanwalt und Diplomat